# St. Henry, Ohio
St. Henry là một làng thuộc quận Mercer, tiểu bang Ohio, Hoa Kỳ. Năm 2010, dân số của làng này là 2427 người.

## Dân số
- Dân số năm 2000: 2271 người.
- Dân số năm 2010: 2427 người.